# Werner Freund

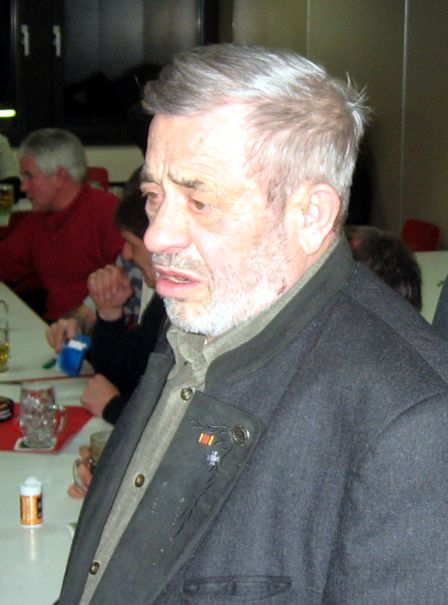
Werner Freund (2006)

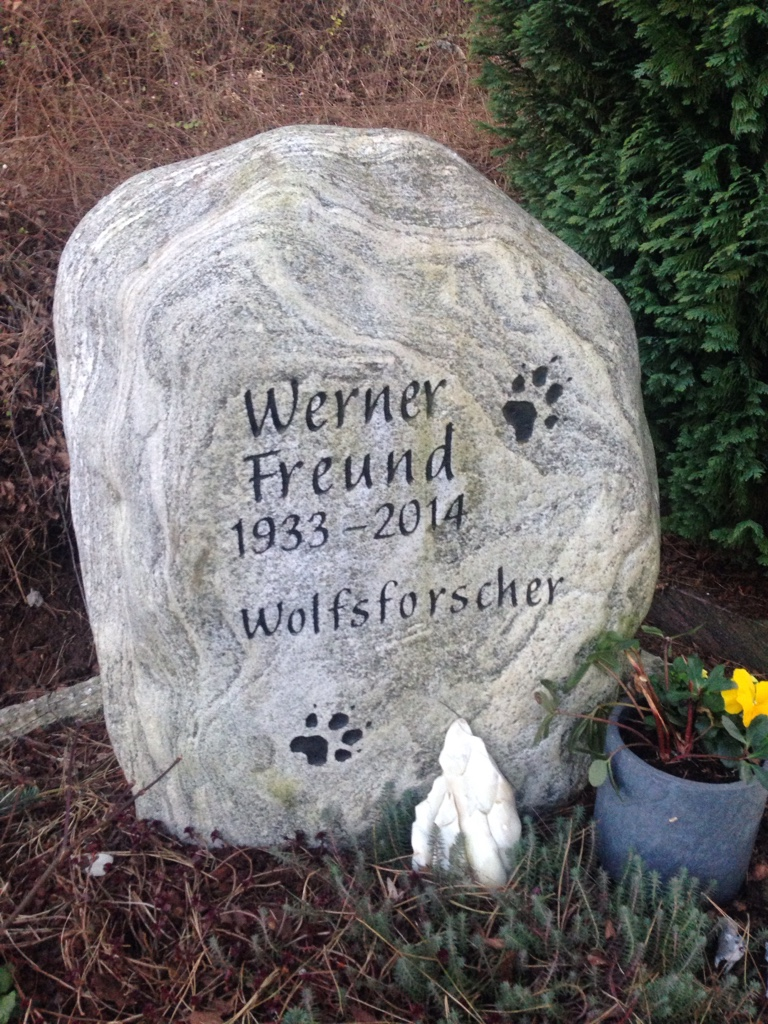
Grabstein des Wolfsforschers Werner Freund auf seinem Grab im Friedhof Waldstrasse, Merzig

Werner Freund (* 2. März 1933 in Garbenteich; † 9. Februar 2014 in Merzig) war ein deutscher Wolfsforscher.

## Leben
Freund arbeitete zunächst als Gärtner und Raubtierpfleger in der Stuttgarter Wilhelma sowie als Expeditionsleiter. Ab 1955 war er für den Bundesgrenzschutz tätig und wechselte 1957 zur Bundeswehr in die Unteroffizierslaufbahn.
Er wurde seit mindestens 1961 im Fallschirmjägerbataillon 262, damals noch in Bad Bergzabern, eingesetzt und blieb bis zur Beendigung seines Dienstverhältnisses, zuletzt mit dem Dienstgrad Stabsfeldwebel, in der Kaserne Auf der Ell beim Fallschirmjägerbataillon 262 in Merzig. Dort führte er unter anderem als Ausbilder die truppengebundenen Einzelkämpferlehrgänge durch und betreute ab 1961 als Tierpfleger verschiedene Bären als Bataillonsmaskottchen.
Freund wurde vor allem dadurch bekannt, dass er mit Bären sowie Wolfsrudeln lebte, und schrieb mehrere Bücher über ihr Verhalten, darunter Wolf unter Wölfen.
Freund besaß zunächst 17 Jahre lang vier Bären, die zugleich das Maskottchen des Fallschirmjägerbataillons 262 waren und bei ihm bis 1979 lebten. Er erwarb im Jahr 1961 in einer Zoohandlung einen indischen Lippenbären in einem schlechten Gesundheitszustand, den er gesund pflegte und Alfred taufte. Trotz des Namens war Alfred ein weibliches Tier. Alfred musste später nach einem Angriff an einen Zoo abgegeben werden. Auf Alfred folgte ebenfalls ein indischer Lippenbär namens Charly, später ein Braunbär mit dem Namen Kalinka und dann der Kodiakbär Jonny. Diese Bären wurden von Freund von Hand aufgezogen, so dass eine enge Bindung mit den Bären entstand und man auch später mit ihnen gefahrlos umgehen konnte.
Einen ersten Wolf bekam Freund 1972 und ab 1977 errichtete er mit Unterstützung seiner Frau Erika, der Stadt Merzig und des 1983 gegründeten „Förderkreis Merziger Wolfsgehege e. V.“ den Wolfspark Werner Freund, der für Besucher kostenlos zugänglich ist. In der Innenstadt von Merzig befindet sich das 1995 eröffnete Expeditionsmuseum Werner Freund, in dem Exponate seiner Reisen ausgestellt sind.
Werner Freund war seit 1962 verheiratet und lebte ab der Verlegung des Fallschirmjägerbataillons 262 im Jahr 1972 in Merzig. Er verstarb am 9. Februar 2014 im Alter von 80 Jahren und wurde auf dem Friedhof Waldstrasse in Merzig beerdigt.

## Expeditionen
Zwischen 1955 und 1958 war Freund  Teilnehmer der Deutschen Indien-Expedition unter der Leitung von Gustav Adolf von Maydell. Freund unternahm zwischen 1966 und 1980 siebzehn eigene Expeditionen nach Afrika sowie Süd- und Mittelamerika, bei denen er unter anderem das Verhalten der dort lebenden Ureinwohner erforschte:
- 1966: Tunesien und Algerien
- 1967: Uganda und Kongo
- 1968: Ceylon
- 1969: Kamerun und Guinea
- 1970: Äthiopien
- 1971: Ecuador und Peru, Amazonas
- 1972: Westneuguinea
- 1973: Paraguay, Gran Chaco
- 1974: Brasilien, Rio Marauiá (Nebenfluss des Rio Negro (Amazonas))
- 1975: Papua-Neuguinea
- 1976: Kolumbien, kolumbianischer Teil Amazoniens
- 1977: Südsudan
- 1977: Kolumbien und Brasilien, Amazonien
- 1978: Bangladesch und Burma
- 1978: Indien
- 1979: Philippinen, Palawan
- 1980: Molukken, Ceram

## Ehrungen
Freund wurde für seine Initiative rund um die Wölfe und für die Errichtung des Wolfsparks 1995 der Saarländische Verdienstorden verliehen. Für seine Unterstützung beim Wiederaufbau des „Zoopark Bugu-Ene“ im kirgisischen Karakol seit 1996 wurde er 1997 zum Ehrenbürger der Stadt Karakol ernannt. Die kirgisische Umweltstiftung „Freund“ trägt seit 1999 seinen Namen. Im Jahr 2003 wurde ihm die Bürgermedaille der Kreisstadt Merzig verliehen und am 15. November 2013 wurde die Straße, die unter anderem die Merziger Kaserne „Auf der Ell“ mit dem Wolfspark verbindet, "Werner-Freund-Straße" benannt.